# Ceroplastes rusci
Ceroplastes rusci är en insektsart som först beskrevs av Carl von Linné 1758.  Ceroplastes rusci ingår i släktet Ceroplastes och familjen skålsköldlöss. Inga underarter finns listade i Catalogue of Life.